# VfL Poll
Der VfL Poll (offiziell: Verein für Leibesübungen 1912 Köln rrh. e. V.) war ein Sportverein aus dem Kölner Stadtteil Poll. Die erste Fußballmannschaft spielte zwei Jahre in der höchsten mittelrheinischen Amateurliga.

## Geschichte
Der Verein wurde zu Ostern 1912 von Mitgliedern des Poller Jünglingsvereins gegründet. 1927 erreichte die Mannschaft die Aufstiegsrunde zur seinerzeit erstklassigen 1. Bezirksklasse Rhein, wurde aber nur Tabellenletzter. Nach der Einführung der Gauliga Mittelrhein erreichten die Poller mehrfach die Aufstiegsrunde, verpassten aber immer den Klassensprung. 1936 hatte die Spvgg Andernach die Nase vorn. Ein Jahr später setzte sich der TuS Neuendorf durch und 1944 wurden die Sportfreunde Düren Erster. Nach Kriegsende wurden die Poller Kölner Vizemeister hinter dem SC Schwarz-Weiß Köln und qualifizierte sich 1947 für die neu geschaffene Rheinbezirksliga. Der VfL Poll fusionierte mit dem SV Deutz 05 zur SG Schwarz-Rot Köln an. Sportlich wurde der Klassenerhalt um Längen verfehlt, dennoch konnte die Mannschaft ihr Heimspiel gegen den späteren dreifachen deutschen Meister 1. FC Köln mit 2:0 gewinnen. 
Nach dem Abstieg zerfiel die Fusion wieder und beide Clubs mussten 1949 in der Kreisklasse weiterspielen. Aus dieser stiegen die Poller prompt wieder auf und marschierten in der Saison 1950/51 in die Landesliga durch, die seinerzeit die höchste Amateurliga am Mittelrhein bildete. Dort musste die Mannschaft am Ende der Saison 1951/52 gleich wieder absteigen, nachdem der VfL die Entscheidungsspiele gegen Germania Zündorf und TuRa Hennef verlor. Drei Jahre später ging es für die Poller runter in die Kreisklasse, aus der sie nie wieder aufstiegen. Mit Johannes Jakobs brachte der Verein einen späteren deutschen Nationalspieler hervor.

## Nachfolgeverein VfL Rheingold Poll
Im Jahre 1962 fusionierte der VfL Poll mit dem im Jahre 1955 gegründeten Verein DJK Rheingold Köln-Poll zum VfL Rheingold 1912 Köln-Poll. Dieser schaffte im Jahre 2006 den Aufstieg in die Bezirksliga, die drei Jahre lang gehalten werden konnte. Es dauerte bis 2017, ehe der VfL Rheingold Poll wieder in die Bezirksliga aufstieg und dort im Jahre 2022 Vizemeister hinter dem SV Altenberg wurde. Ein Jahr später stiegen die Poller in die Kreisliga A ab.
Der VfL Rheingold Poll brachte mit Jürgen Radschuweit und Dario de Vita zwei spätere Profis hervor. Gespielt wird auf dem Sportplatz in der Gracht.